# Aphanistes iwatai
Aphanistes iwatai är en stekelart som beskrevs av Tohru Uchida 1958. Aphanistes iwatai ingår i släktet Aphanistes och familjen brokparasitsteklar. Inga underarter finns listade i Catalogue of Life.